# Georg von Hohenlohe

Stammwappen der Hohenlohe

Georg von Hohenlohe (* um 1350; † 3. August 1423 in Gran) war von 1390 bis 1423 Fürstbischof im Bistum Passau und von 1418 bis 1423 Administrator des Erzbistums Gran.

## Leben
Er stammte aus dem fränkischen Hochadel. Sein Vater war Kraft III. von Hohenlohe-Weikersheim. Georg wurde 1387 Elekt des Bistums Passau gegen Ruprecht von Berg, doch erfolgte seine Wahl durch das Domkapitel gegen den Widerstand der Passauer Bürgerschaft, die ihm den Zugang zur Stadt verwehrte. Es kam zu bewaffneten Auseinandersetzungen.
Herzog Albrecht III. von Österreich erreichte, dass Papst Urban VI. ihn 1389 zum Bischof von Passau erklärte. Ruprecht, der außer der Passauer Bürgerschaft auch die Wittelsbacher hinter sich wusste, blieb aber in Passau und regierte von dort aus den bayerischen Teil der Diözese, während Georg in Sankt Pölten den österreichischen Teil beherrschte. 
1390 ernannte Papst Bonifatius IX. Ruprecht zum Bischof von Paderborn, aber die Passauer Bürger verweigerten Georg die Anerkennung, so dass dieser weiterhin nicht nach Passau gelangte. Erst 1393, nachdem Ruprecht auf Passau verzichtet hatte, verschaffte sich Georg gewaltsam seinen Einzug in die Stadt.
Da die Bürgerschaft sich noch immer widersetzte, ließ er deren Rechte einschränken. 1394 baute er einen ehemaligen Landsitz zum Schloss Eggendobl um. 1391 und erneut 1395 bis 1398 ließ er besonders in Steyr durch den Inquisitor Petrus Zwicker die Waldenser verfolgen.
Am 7. Mai 1407 legte er den Grundstein zum neuen spätgotischen Dom St. Stephan, von dem heute noch der durch Hans Krumenauer erbaute Chor erhalten ist. 1409 errichtete er die Wehrmauern an der Inn- und Ilzstadt. Er begann auch den Bau einer Wasserburg in Obernzell, die sein Nachfolger Leonhard von Laiming 1426 vollendete.
Anlässlich des Konzils von Konstanz (1414–1418) erschien Georg Anfang 1415 mit hundert Pferden in Konstanz. Er umgab sich mit Professoren der Universität Wien, und auf dem Konzil beriet und vertrat er König Sigismund, dessen Kanzler er ab 1421 war. 
1418 wurde er Administrator des Erzbistums Gran. 1419 berief er eine Diözesansynode, um die Beschlüsse des Konzils durchzuführen. Neben Klostervisitationen führte er mehrere diplomatische Missionen für die Habsburger durch. Papst Martin V. verlieh ihm zuletzt das Pallium und gewährte, allerdings nur für seine Person, die Exemtion des Bistums Passau vom Erzbistum Salzburg.